# Мисс Земля
«Мисс Земля» (англ. Miss Earth) — один из известнейших конкурсов красоты в мире наряду с «Мисс Вселенная», «Мисс Мира» и «Мисс Интернешнл». Является самым молодым конкурсом красоты в категории «Большая четверка». Обычно проводится на Филиппинах и транслируется в более чем 80 странах через Fox Life и The Filipino Channel.
Конкурс красоты продвигает идеи охраны окружающей среды и социальной ответственности, поддерживая «зелёные» движения, а действующие обладательницы титулов в течение года способствуют реализации конкретных проектов, касающихся окружающей среды и других глобальных проблем. Они проводят занятия в школах, участвуют в мероприятиях по посадке деревьев и уборке территорий, информационных кампаниях в общественных местах и экологических ярмарках, показах мод эко-дизайнеров и других мероприятиях экологической повестки, а также общаются со СМИ, поднимая вопросы экологии.
Фонд «Мисс Земля» работает с экологическими департаментами и министерствами стран-участниц, различными частными организациями и корпорациями, а также Всемирным фондом дикой природы (WWF).
Нынешняя обладательница титула Мисс Земля — Чхве Минасу из Южной Кореи, была коронована 29 ноября 2022 года. Королевами Стихий в 2022 году стали: Шеридан Мортлок (Мисс Земля Воздух) из Австралии, Надин Аюб (Мисс Земля Вода) из Палестины, Андреа Агилера (Мисс Земля Огонь) из Колумбии.
В документальном фильме «Коронованные особы» Бориса Соболева подвергается сомнению честность проведения конкурса.

## История

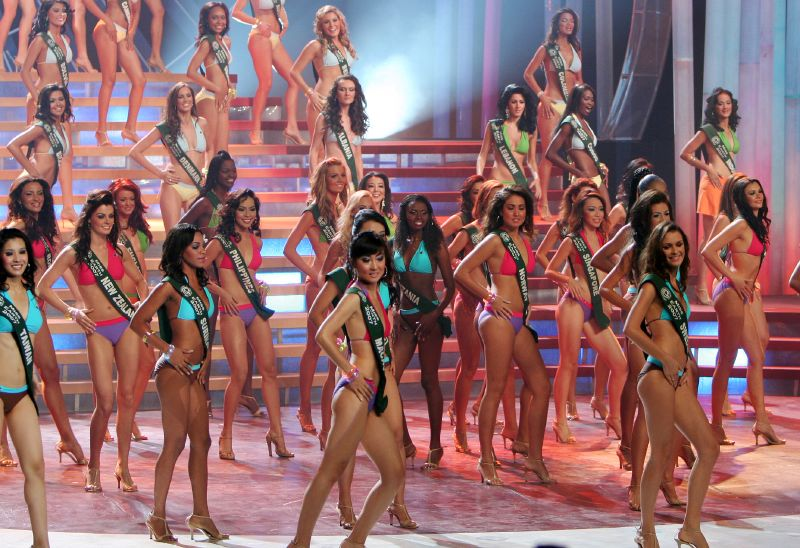
Участницы конкурса Мисс Земля 2008

Продолжая давние традиции натурфилософии в XXI веке, ряд международных экологических организаций решил организовать выборы не только внешне привлекательной, но и сочувствующей глобальным проблемам окружающего мира Королевы красоты. Местом проведения конкурса были избраны Филиппинские острова, где расположена мощная климатическая аномалия, известная как Эль-Ниньо. Потепление вод Мирового океана становится наиболее ощутимым в декабре. Очень ярко этот эффект сказался на мировой экономике зимой 1997—1998 годов, когда засуха и ураганы затронули все страны Латинской Америки, а также повлияли на климат в Европе и даже в Африке. Обратное явление — летнее похолодание и обильные муссонные дожди. Смена этих двух атмосферных циркуляций воздуха в масштабах всей планеты происходит раз в 18 месяцев. Именно поэтому 3 апреля 2001 года в преддверии наступления очередного сезона прохладных дождей стартовал первый отборочный этап за звание «Мисс Земля». В октябре 2001 года конкурс обзавёлся лозунгом «Красота для дела», но только в 2003 году была присуждена первая премия «Красота для дела».
Финал первого конкурса был проведён компанией Carousel Productions 28 октября 2001 года на сцене Театра Государственного Университета Филиппин в Кесон-Сити. Это было  международное экологическое мероприятие, которое использовало конкурс красоты и связанную с ним индустрию развлечений в качестве инструмента для содействия сохранению окружающей среды. В нём приняли участие 42 девушки, увлечённые проблемами сохранения живой природы в первозданном виде. В борьбе за звание главной Повелительницы Стихий победу одержала 19-летняя студентка юридического факультета из Копенгагена — Катарина Свенссон.
По количеству стран, участвующих каждый год, и числу национальных конкурсов Мисс Земля на каждом континенте в 2003 году Мисс Земля обошла Мисс Интернешнл, став третьим по величине международным конкурсом красоты по числу стран-участниц.

## Особенность конкурса
На сегодняшний день Мисс Земля — один из самых популярных всемирных конкурсов красоты, проходящих каждый год на Филиппинах под эгидой Организации Объединённых Наций. Идея конкурса — привлечение внимания к гуманитарным проблемам современности, защита окружающей среды, охрана живой природы. Таким образом, все участницы представляют собственные международные проекты для улучшения экологической обстановки как на глобальном, так и на региональном уровне. Победительница также становится представительницей ООН в вопросах развития Программ по сохранению среды обитания человека на планете (ЮНЕП).
Конкурс связан с филиппинскими правительственными учреждениями, такими как Министерство туризма Филиппин (DoT), Департамент окружающей среды и природных ресурсов (DENR) и Управление развития города Манилы (MMDA), а также с международными экологическими группами, такими как Программа Организации Объединенных Наций по окружающей среде (ЮНЕП) и Гринпис, для продвижения экологической пропаганды. Победительница конкурса и её свита путешествуют по разным странам и участвуют в проектах с экологическими департаментами и министерствами стран-участниц. Делегаты также принимают участие в церемониях посадки деревьев, программах экологического и культурного просвещения, спонсорских визитах и турах.
В 2004 году был создан Фонд «Мисс Земля» для содействия проведению конкурса и работы с местными и международными группами и неправительственными организациями, которые активно участвуют в сохранении и улучшении окружающей среды. Кампания Фонда «Мисс Земля» фокусируется на экологическом просвещении молодёжи. Его крупный проект «I Love Planet Earth School Tour» выпускает и распространяет учебные пособия для школьников. Мисс Земля сотрудничает с филиппинской газетой Daily Inquirer в рамках программы «Read-Along Storytelling Program» для обучения детей заботе об окружающей среде, осведомленности о возобновляемых источниках энергии и биоразнообразии. Фонд «Мисс Земля», следуя формуле «5R»: переосмысливать, сокращать, повторно использовать, перерабатывать и уважать, призывает всех к защите окружающей среды.
В 2006 году в рамках конкурса «Мисс Земля» стала проводиться ежегодная церемония международной экологической премии Программы Организации Объединенных Наций по окружающей среде «Чемпионы Земли», учреждённой в 2005 году ООН в знак признания выдающихся достижений среди лидеров в области охраны окружающей среды из государственного и частного секторов, а также гражданского общества.  Мисс Земля также присоединилась к миссии Гринпис, выступающей за запрет генетически модифицированных продовольственных культур, за содействие развитию и распространению органического сельского хозяйства и устойчивого сельского хозяйства.
В 2016 году Фонд «Мисс Земля» объединился с проектом «Климатическая реальность» для создания эффективной платформы, освещающей проблемы изменения климата, в рамках которой был проведён «Тренинг по лидерству в климатической реальности», который открыл основатель и председатель проекта, бывший вице-президент США Альберт Гор.
4 ноября 2008 года Фонд «Мисс Земля» запустил первый конкурс дизайна эко-моды как ежегодное мероприятие для профессиональных и непрофессиональных модельеров и дизайнеров, создающих экологически чистые предметы одежды. Это означает, что они изготовлены из перерабатываемых, натуральных материалов, органических материалов, которые могут быть использованы в повседневной жизни или для показа на подиуме.

## Критерии отбора и судейства
Участвующие в конкурсе участницы должны быть не моложе 18 и не старше 28 лет, не состоять в браке и не иметь детей. На этапе предварительного судейства участниц конкурса «Мисс Земля» оценивают по их интеллекту и осведомлённости экологической повестки, что составляет 30% от общего балла, в то время как остальные критерии составляют: 35% за красоту, 20% за форму и фигуру, 10% за самообладание и 5% за отношение к делу. Участницам также необходимо пройти три тура конкурса: показы в купальниках и вечернем платье, и ответов на вопросы. Последний раунд посвящен темам проблематики окружающей среды.

## Участники
Конкурс «Мисс Земля» сумел привлечь к участию делегатов из стран и территорий, которые обычно не одобряют конкурсы красоты.
Так, в 2003 году в центре внимания прессы оказалась Вида Самадзай, афганская женщина и активистка женского движения в своей стране, которая была удостоена специальной награды — «Красота за правое дело» (настоящее время проживает в Соединённых Штатах). Самадзай стала первой афганской женщиной, которая участвовала в международном конкурсе красоты почти за три десятилетия, и к тому же в рамках конкурса она появилась в красном бикини, что вызвало бурю негодования в её родной стране. Её участие в конкурсе было осуждено Верховным судом Афганистана, с формулировкой, что демонстрация женского тела противоречит шариату и культуре страны.
Участница конкурса в 2005 году Наоми Заман стала первой женщиной из Пакистана, участвовавшей в каком-либо крупном международном конкурсе, так как они не одобряются в её стране.
Церинг Чунгтак, первая женщина, представляющая Тибет на крупном международном конкурсе красоты, попала в заголовки газет, когда сумела привлечь международное внимание к тибетской борьбе за свободу. Также она выступала за границы приемлемого социального этикета в 21-м веке, в традиционно консервативной тибетской культуре, где большинство взрослых женщин носят платья до щиколотки. Тем не менее, её участие в конкурсе получило одобрение Далай-ламы.
Организатор конкурса Carousel Productions в 2007 году лицензировал конкурс «Мисс Куба», чтобы его представительница смогла принять участие в конкурсе «Мисс Земля». Победу одержала Ариана Барук, ставшая первой Мисс Куба за несколько десятилетий, которая участвовала в конкурсе «Мисс Земля». Также  «Мисс Земля» 2007 года вошёл в историю, поскольку между собой впервые соревновались представительницы из Китая, Гонконга, Макао, Тайваня и Тибета, несмотря на политические противоречия этих регионов.
В 2008 году буддийское королевство Бутан, одна из самых изолированных стран мира, отправило свою первую «Мисс Бутан», Цоке Цомо Карчун. Руанда также отправила в этом году свою первую в истории национальную победительницу конкурса «Мисс Руанда» Синтию Аказубу.  Обе они участвовали в конкурсе «Мисс Земля» 2008.
В 2009 году в конкурсе приняла участие Ахеу Кидум Денг, «Мисс Южный Судан» 2009, рост которой составляет 196 см (6 футов и 5 дюймов). Она является самой высокой королевой красоты, когда-либо принимавшей участие в любых международных конкурсах красоты.
Также в конкурсе 2016 года «Мисс Ирак» Сьюзан Амер Сулеймани приняла участие в качестве первой представительницы Ирака с 1972 года в конкурсах «Большой четвёрки». Она была единственной участницей, которая надела платье вместо бикини во время пресс-конференции конкурса.
На конкурсе 2017 года «Мисс Руанда» Онорина Хирва Увасе появилась на конкурсе купальников в платье, поддерживая давнюю руандийскую традицию не носить бикини на публике.
«Мисс Ливан» 2018 Сальва Акар привлекла внимание международной прессы, когда её лишили титула в Ливане после участия в конкурсе «Мисс Земля 2018». Это случилось из-за её публикации в Facebook фотографии, на которой она обнимает «Мисс Израиль» Дану Зерик, показывая жестом знак мира. В это время Ливан и Израиль находились в состоянии длительной войны. В результате она не смогла продолжить участие в конкурсе «Мисс Земля». В пресс-релизе пресс-секретарь премьер-министра Израиля Биньямина Нетаньяху Офир Гендельман отреагировал на лишение титула Сальвы Акар и осудил «ливанский апартеид».
Папуа — Новая Гвинея отправила свою представительницу Полин Тибола на конкурс «Мисс Земля 2019», впервые после конкурса красоты «Большой четверки» — «Мисс Мира 1990».
В 2020 году в 20-м юбилейном конкурсе «Мисс Земля» приняли участие представительницы таких стран, как Бангладеш (Мегхна Алам), Буркина-Фасо (Амира Найма Бассане) и Сирия (Тия Алкерди). Это второе участие представительницы Буркина-Фасо в конкурсах «Большой четверки» после «Мисс Интернешнл 2019», и первое участие для представительницы Сирии за несколько десятилетий после «Мисс Мира 1966».
В 2022 году впервые в конкурсе «Мисс Земля» приняла участие представительница Бурунди Лаурия Нисимве. Участницы из Кабо-Верде и Сенегала также дебютировали именно на этом конкурсе красоты.

## Места проведения
С 2001 по 2009 год конкурс проводился на Филиппинах каждый год. В 2006 году конкурс «Мисс Земля» планировалось провести в Сантьяго, Чили, 15 ноября 2006 года, но принимающая страна не выполнила требования принимающего комитета; конкурс был перенесён обратно на Филиппины.
В 2008 году конкурс впервые был проведён за пределами Манилы. Он состоялся в ноябре в амфитеатре Clark Expo в городе Анхелес, Пампанга 9 ноября 2008.
В 2009 году конкурс впервые состоялся за пределами острова Лусон. Церемония награждения «Мисс Земля 2009» состоялась на небольшом тропическом острове Филиппинского архипелага Боракай в Ecovillage Resort and Convention Center.
В 2010 году конкурс наконец-то впервые состоялся за пределами Филиппин. Вечер коронации «Мисс Земля 2010» проходил в амфитеатре Vinpearl Land в Нячанге, Вьетнам.
В 2011 году конкурс должен был пройти на арене Impact в Бангкоке, но из-за наводнения в Таиланде организаторы приняли решение перенести место проведения конкурса« Мисс Земля 2011» обратно в Манилу. В следующем году конкурс должен был пройти на Бали, Индонезия, но организаторы не выполнили минимальные требования в срок, и поэтому конкурс снова прошёл на Филиппинах. Конкурс «Мисс Земля 2012» был проведён 24 ноября 2012 года во дворце города Мунтинлупы.
В 2015 году конкурс «Мисс Земля» впервые прошёл в Европе в Маркс-Галле в Вене, Австрия.
18 июля 2022 года вице-президент организации «Мисс Земля» Лоррейн Шук объявила, что Вьетнам второй раз примет у себя конкурс «Мисс Земля» в 2023 году.

## Победительницы конкурса
| Год    | Мисс Земля                           | Мисс Воздух                            | Мисс Вода                          | Мисс Огонь                             | Число участниц |
| ------ | ------------------------------------ | -------------------------------------- | ---------------------------------- | -------------------------------------- | -------------- |
| 2024   | Австралия Джессика Лэйн              | ИсландияХрафнхильдур Харальдсдоттир    | СШАБеа Миллан-Виндорски            | ПеруНива Антезана                      | 76             |
| 2023   | Албания Дрита Зири                   | ФилиппиныИллана Адуана                 | ВьетнамДо Тхи Лан Анх              | ТаиландКора Блио                       | 85             |
| 2022   | Республика Корея Мина Сью Чой        | АвстралияШеридан Мортлок               | Государство ПалестинаНадин Аюб     | КолумбияАндреа Агилера                 | 86             |
| 2021   | Белиз Дестини Вагнер                 | СШАМариса Батлер                       | ЧилиРомина Денекен                 | ТаиландДжарират Песом                  | 80             |
| 2020   | США Линдси Коффи                     | ВенесуэлаСтефани Зрейк                 | ФилиппиныРоксана Эллисон Бэйенс    | ДанияМихала Рубинштейн                 | 84             |
| 2019   | Пуэрто-РикоНеллис Пиментель          | СШАЭмани Дэвис                         | ЧехияКлара Ваврушкова              | БеларусьАлиса Маненок                  | 85             |
| 2018   | ВьетнамФыонг Кхань Нгуен             | АвстрияМелани Мэйдер                   | КолумбияВалерия Айос               | МексикаМелисса Флорес                  | 86             |
| 2017   | ФилиппиныКарен Ибаско                | Австралия Нина Робертсон               | КолумбияДжулиана Франко            | РоссияЛада Акимова                     | 86             |
| 2016   | ЭквадорКэтрин Эспин                  | КолумбияМишель Гомез                   | ВенесуэлаДСтефани де Зорзи         | БразилияБруна Занардо                  | 83             |
| 2015   | ФилиппиныАнхелия Онг                 | АвстралияДайанна Грагеда               | СШАБриттани Пэйн                   | БразилияТиесса Сикерт                  | 86             |
| 2014   | ФилиппиныДжейми Херрелл              | СШААндреа Ной                          | ВенесуэлаМария Александра Родригес | РоссияАнастасия Трусова                | 85             |
| 2013   | Венесуэла Алис Энрич                 | АвстрияКатя Вагнер                     | ТаиландПуника Кулсонторнрут        | Республика КореяКатарина Чхве Сонъи    | 88             |
| 2012   | Чехия Тереза Файксова                | ФилиппиныСтефания Стефанович           | ВенесуэлаОсмариэль Вильялобос      | БразилияКамила Брант                   | 80             |
| 2011   | Эквадор Ольга Алава                  | Бразилия Ориэлль Беннеттон             | Филиппины Афина Империаль          | Венесуэла Каролин Медина               | 84             |
| 2010   | Индия Николь Фариа                   | Эквадор Дженнифер Пасминьо             | Таиланд Ватсапон Ваттанакун        | Пуэрто-Рико Эйди Боск                  | 84             |
| 2009   | Бразилия Ларисса Рамос               | Филиппины Сандра Зайферт               | Венесуэла Джессика Барбоса         | Испания Алехандра Эчеварриа            | 80             |
| 2008   | Филиппины Карла Паула Генри          | Танзания Мириам Одемба                 | Мексика Абигайль Элисальде Ромо    | Бразилия Татьяна Алвес Барбоза         | 85             |
| 2007   | Канада Джессика Триско               | Индия Пуджа Читгопекар                 | Венесуэла Сильвана Сантаэлья       | Испания Анхела Гомес                   | 88             |
| 2006   | Чили Хиль Есения Эрнандес            | Индия Амрута Патки                     | Филиппины Кэтрин Унталан           | Венесуэла Марианна Пулья               | 82             |
| 2005   | Венесуэла Александра Браун           | Доминиканская Республика Амель Сантана | Польша Катаржина Борович           | Сербия и Черногория Йованка Марьянович | 80             |
| 2004   | Бразилия Присилла Мейреллис          | Мартиника Мюриэль Селимен              | Таити Стефани Лесаж                | Парагвай Янина Гонсалес                | 61             |
| 2003   | Гондурас Дания Принс                 | Бразилия Присцилла Зандона             | Коста-Рика Марианела Селедон       | Польша Марта Матыясик                  | 57             |
| 2002 * | Кения Уинфред Омвакве                | СР Югославия Сладжяна Божович          | Греция Юлиана Патрисия Дроссоу     | Финляндия Элина Эрве                   | 52             |
| 2002 * | Босния и Герцеговина Джейла Главович | Кения Уинфред Омвакве                  | СР Югославия Сладяна Божович       | Греция Юлиана Патрисия Дроссоу         | 53             |
| 2001   | Дания Катарина Свенсон               | Бразилия Симони Режис                  | Казахстан Маргарита Кравцова       | Аргентина Даниэла Стукан               | 42             |

- в мае 2003 года Мисс Земля 2002 — Джейла Главович (Босния и Герцеговина) была освобождена от обязанностей победительницы, а её корону передали первой вице-Мисс из Кении Уинфред Омвакве.

## Виртуальная церемония
Во время пандемии COVID-19 на проведение конкурса «Мисс Земля» был наложен ряд ограничений. Так, участницы церемонии по прибытии на Филиппины были обязаны пройти процедуру 14-дневного карантина. 14 августа 2020 года было объявлено, что конкурс «Мисс Земля» впервые в истории будет проведен в онлайн формате, а церемония награждения состоится 29 ноября 2020 года.
Конкурсные мероприятия стартовали 21 сентября 2020 года и продолжались пару месяцев. 12 октября 2020 года была проведена виртуальная встреча «Знакомство с вами» с каждым делегатом, организованная Мисс Земля 2008 Карлой Генри. Канал KTX транслировал церемонию.
Кандидаты были разделены на четыре континентальные группы: Азия и Океания, Африка, Америка и Европа, и соревновались в следующих категориях: Беседы о Земле, Талант, Вечернее платье, Купальник, Спортивная одежда, Национальный костюм и Интервью с пользователями Сети. Основными судейскими критериями были: красота лица, физическая форма и осведомленность об окружающей среде.
Также конкурсные мероприятия и ночь коронации были проведены в онлайн формате из-за продолжающейся пандемии COVID-19 в 2021 году.